# یاروسلاف بوروویچکا
یاروسلاف بوروویچکا (چکی: Jaroslav Borovička؛ ۲۶ نوامبر ۱۹۳۱ – ۲۹ دسامبر ۱۹۹۲) یک بازیکن فوتبال اهل چکسلواکی بود.

## باشگاهی
از باشگاه‌هایی که در آن بازی کرده‌است می‌توان به باشگاه فوتبال اسپارتا پراگ و دوکلا پراگ اشاره کرد.

## تیم ملی
وی سابقه ۲۱ بازی برای تیم ملی فوتبال چکسلواکی در کارنامه دارد.